# PPz30
PPz30 est un groupe belge de fusion, originaire de Bruxelles. Le style musical du groupe est qualifié par ses membres de « freaka-rocka-funky-dirty ». Il est formé en 1992, de la rencontre de trois ex-membres du groupe Walpurgis Volta : Eric Lemaître, Phil Grouwels et Georges Lemaire avec l’acteur et mime américain, Bruce Ellison.
Le nom du groupe provient de la formule chimique du ciment. Éric Lemaître décède en janvier 2012, et cet évènement marque la fin de PPz30.

## Histoire
Après la rencontre des quatre membres fondateurs en 1992, PPz30 passe une année à chercher son style lors de jams. Dès 1993, leur premier opus Whack! sortit, le groupe entame une tournée commençant en Belgique puis en France, en Suisse et en Italie. En 1994, ils tournent entre autres au Printemps de Bourges, aux Francofolies Off de La Rochelle, au PopKomm à Cologne et finissent l'année sur un Whack'n'Roll Tour (trente dates en Belgique et en France).
En 1995, Sweet Smell of Sucksess commence à être enregistré en février, puis en mars, Daniel Wang (ex-batteur de La Muerte) rejoint le groupe à la guitare. Peu après, ils sortent Jumping Jehosaphat qui entre dans le chart de Studio Brussel et ils se produiront entre autres au Festival de Dour et sur la Plaza Real de Barcelone. Ensuite en 1996, en plus des concerts en Belgique, ils se produisent en France, en Espagne, en Allemagne, en Hollande, en Suisse et au Luxembourg. En 1997, après la sortie de This is Not a Bell, ils jouent en tête d'affiche du Verdur Rock et de la première édition du Autumn Rock Festival mais également à Couleur Café, au Dour Festival et au Nandrin Rock Festival. En 1999, leur quatrième album Beautifuel est enregistré au studio Hautregard à Liège. 
En 2002, pour les 21 ans de Radio 21, PPz30 sort un titre inédit, What Goes Around. À cette occasion, ils joueront en tête d'affiche au Botanique. Ils y joueront encore plusieurs fois : le 23 septembre 2004 avec Percubaba et X Makeena, le 25 février 2005 avec Fishbone et Wolfundkind puis finalement le 12 février 2007, partageant l'affiche avec Fishbone. En 2004, c'est l'arrivée de Laurent G qui apporte une note électronique au groupe en tant que DJ et quelques mois plus tard, le groupe sort son cinquième album, Duck My Sick !. Ensuite, deux trompettistes, Mario et Grazie, s'ajoutent à la formation et se baptisent La Mafia Horn Section. Puis en 2006, Jean Pol Lossignol les rejoint, aussi à la trompette, juste avant l'album Ovni Tender qui sort la même année. PPz30 continue régulièrement à jouer en live, notamment en 2008, où ils sont la tête d'affiche du "Habay rock Cœur" à Marbehan.
Ils se sont également produit 22 fois au Magasin 4 entre 1994 et 2011, date d'un de leurs derniers concerts. Éric Lemaître décède en janvier 2012, et cet évènement marque la fin de PPz30.

## Membres

### Derniers membres
- Bruce Ellison - chant, mime
- Phil « The Vibes » Grouwels - batterie
- Georges « Jo » Lemaire - basse
- Éric Lemaître (†) - guitare, trompette, renfort vocal

### Musiciens additionnels
- Gal Aroch - basse
- Fio - basse (2002-)
- Laurent G - DJ (2003-)
- Luc Van Lieshout - trompette
- Éric Moens - basse
- Daniel Wang - guitare, chant (1995-2003)
- Jean-Luc Guyot (Monster) - guitare (1994-1995)

## Discographie

### Albums studio
- 1994 : Whack! (Sing Mary)
- 1995 : Sweet Smell of Sucksess (62 TV Records - Distribution en Belgique : 'Bang!' (qui a ensuite fusionné avec PIAS), aux Pays-Bas : Rough Trade/Zomba, en France : Tripsichord et au Royaume-Uni : Shellshock)
- 1997 : This is Not a Bell (62 TV Records - distribution identique)
- 1999 : Beautifuel (Carbon 7)
- 2003 : Duck My Sick (Home Records)
- 2006 : Ovni Tender (Home Records)

### Singles et EP
- 1995 : Jumpin' Jehosaphat (CD, EP - 62 TV Records)
- 1995 : Jumpin' Jehosaphat (CD, single, Promo, Car - Boucherie Productions)
- 2002 : What Goes Around (CD singles - Home Records)
- 2006 : Get a nut / There goes haeven (CD 2 titres - Home Records)[8]

## Galerie

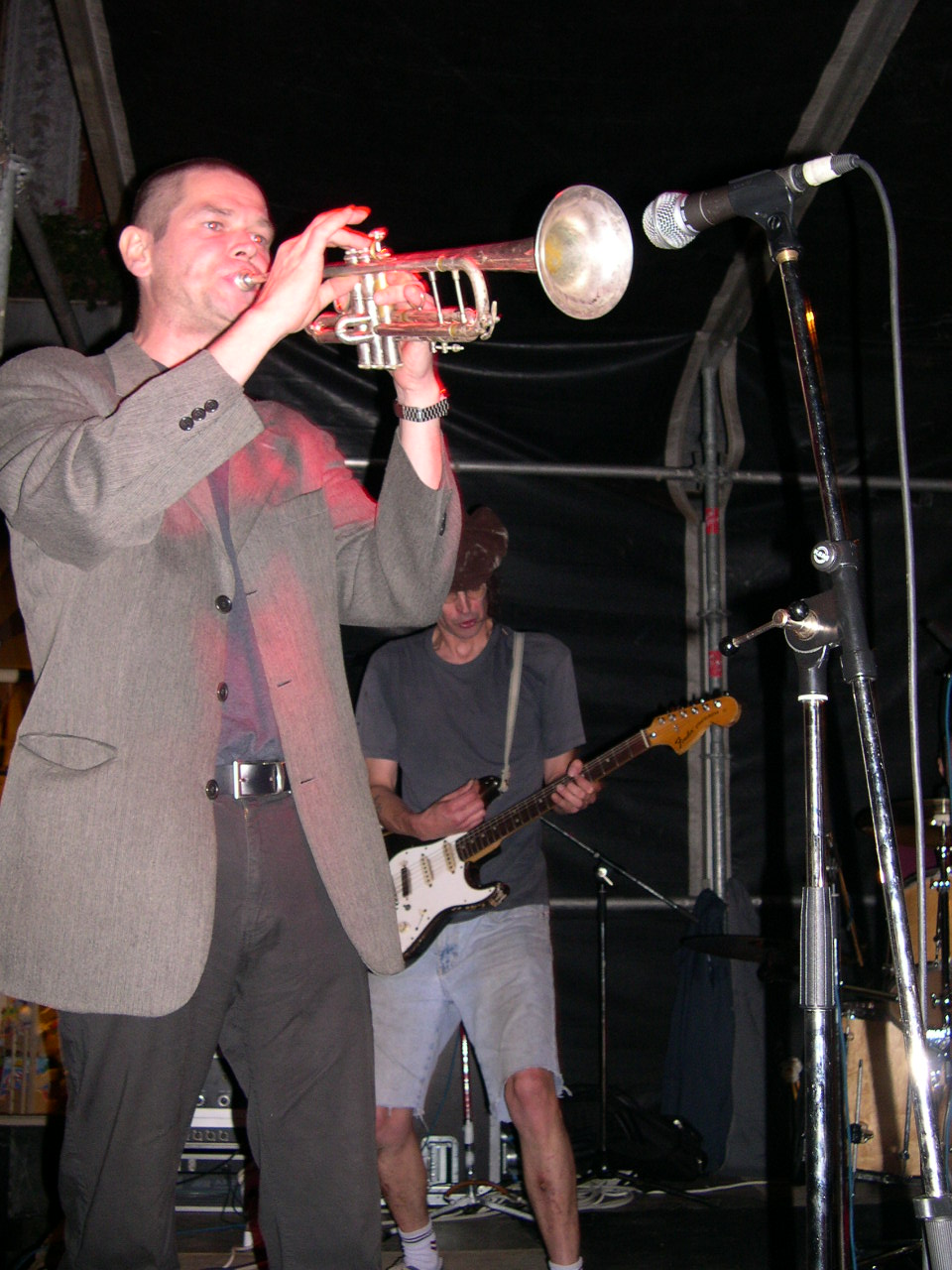
PPz30 - Fête de Wallonie 2003.
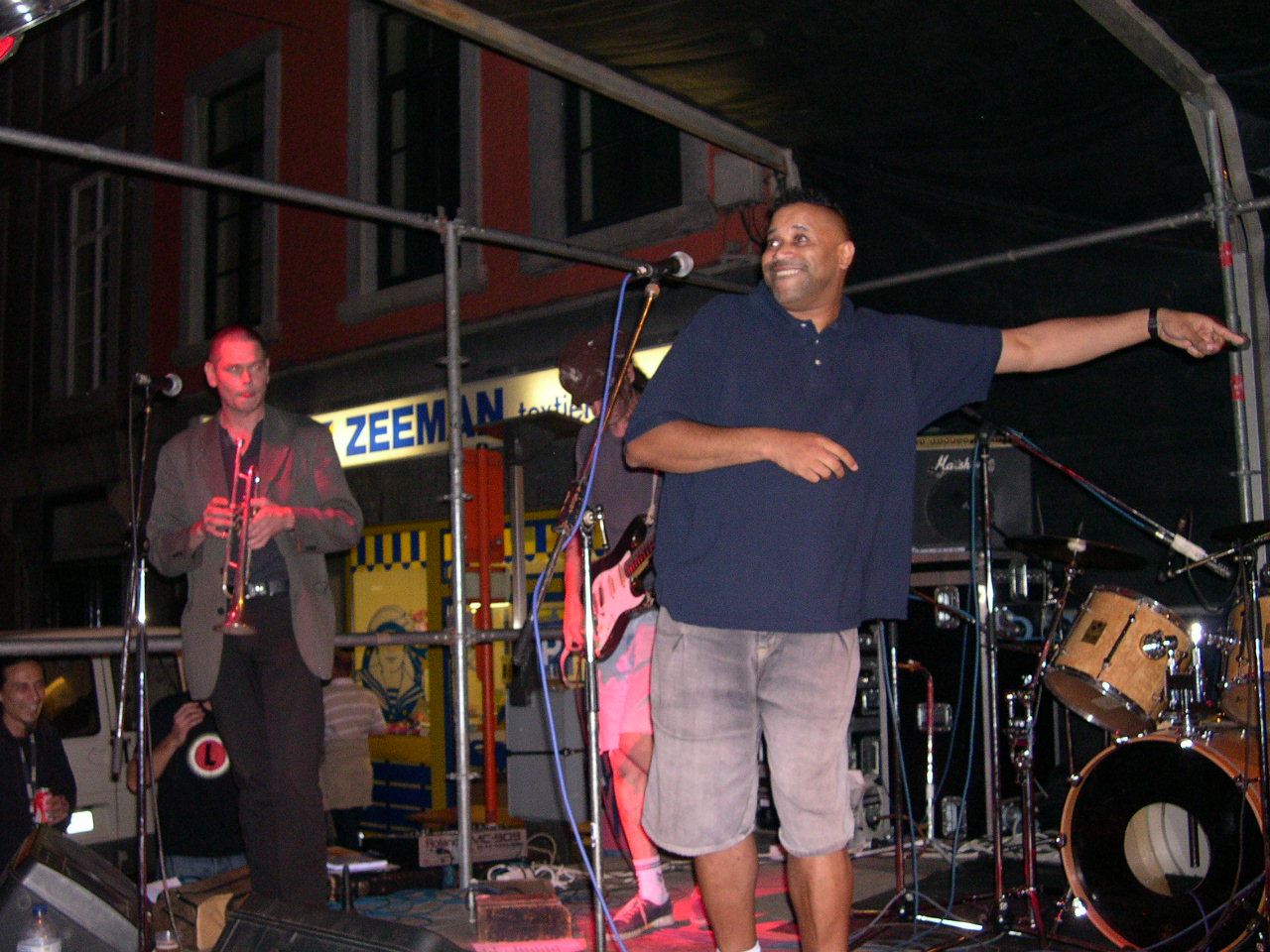
PPz30 - Fête de Wallonie 2003.
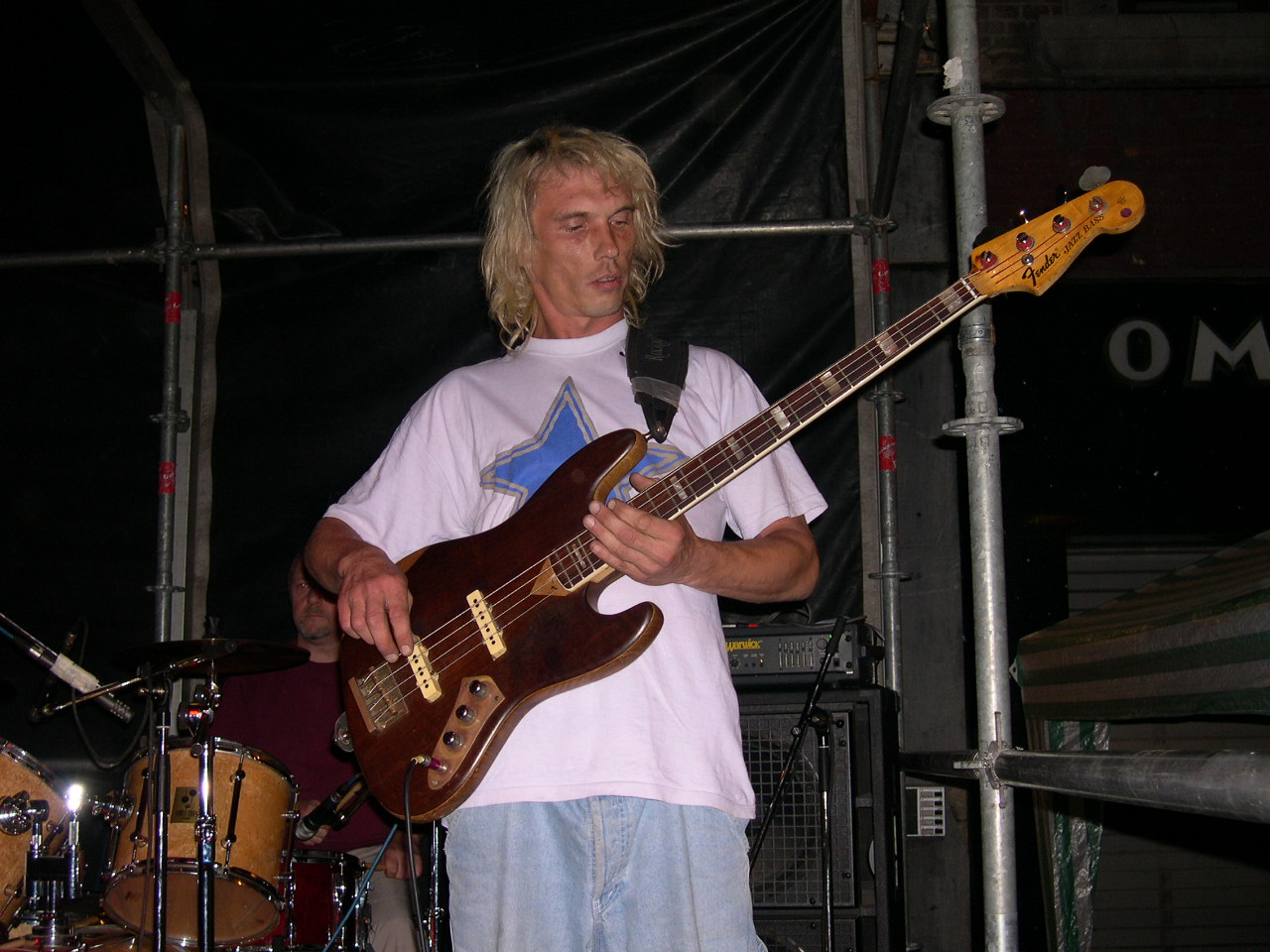
PPz30 - Fête de Wallonie 2003.
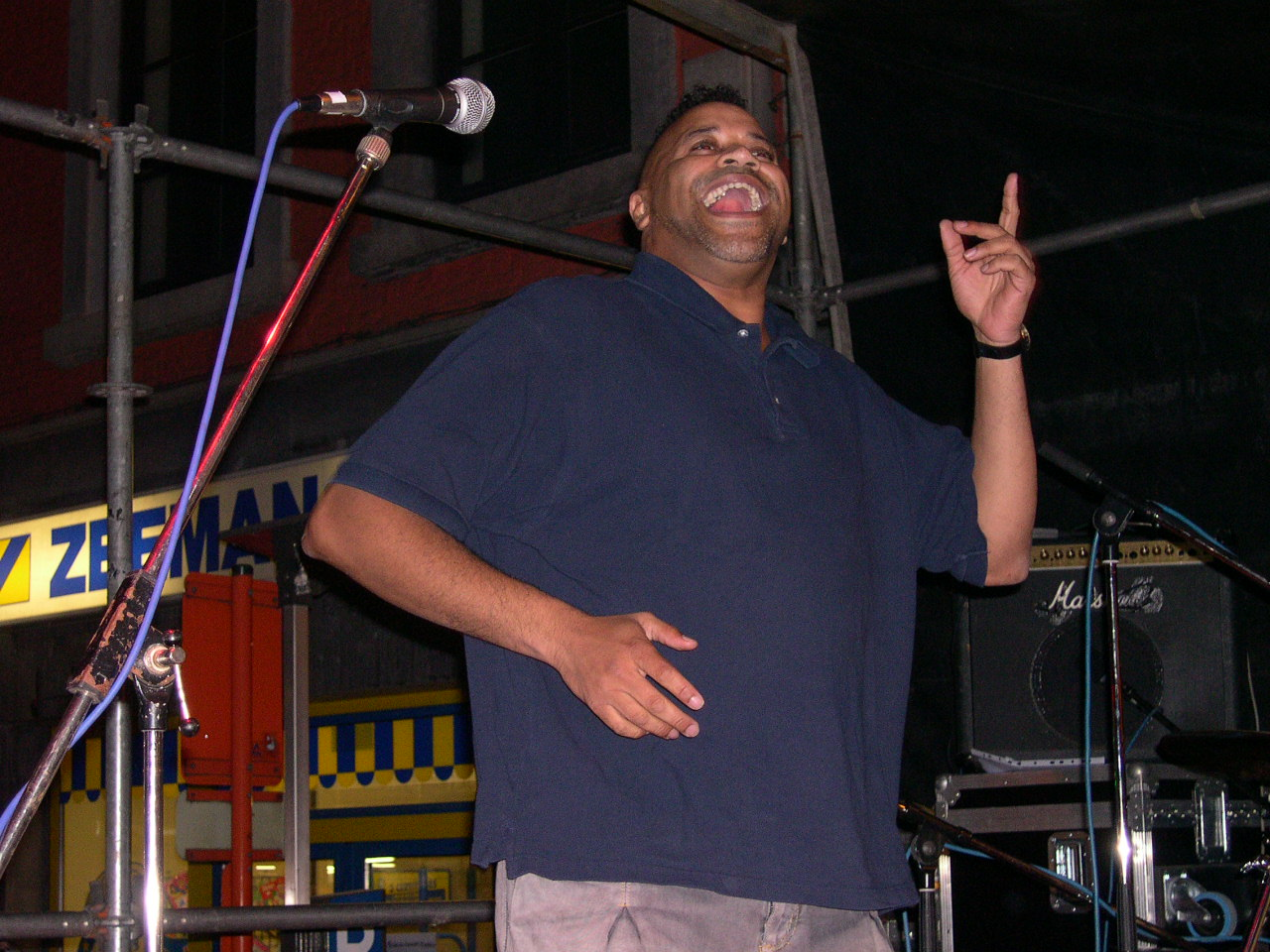
PPz30 - Fête de Wallonie 2003.